# Cerkev sv. Manga, Kempten
Cerkev sv. Manga je evangeličanska luteranska župnijska cerkev v mestu Kempten (Allgäu). Pripada evangeličanski luteranski cerkvi na Bavarskem. Stavba, ki stoji danes, je večinoma iz 15. stoletja. Posvečena je svetnikoma Magnusu in Ulrichu iz Augsburga, slednjega iz zgodnjega novega veka omenjamo le redko. Od leta 1527 je bila cerkev središče reformacije na območju Kemptna. Trgu je dala ime St.-Mang-Platz.
Leta 1767 je bila prezidana v slogu rokokoja, stoletje pozneje pa je bila preurejena v neogotskem slogu. Od leta 1911 do 1913 so bili razstavljeni številni deli tega neogotskega preoblikovanja zunanjosti, tako da današnji pogled v veliki meri sega v to obnovo. V 1970-ih je bila obnovljena notranjost; pod zgodovinsko prižnico so postavili oltarni podstavek s krstnim kamnom, ki so ga ob prenovi notranjosti leta 2007 ponovno odstranili.
Najbolj znan del opreme je veliki oltar, ki je bil izdelan leta 1893 in je bil na svetovni razstavi v Chicagu nagrajen z zlato medaljo, v cerkvi je od leta 1906.

## Lega
Cerkev sv. Manga stoji v središču nekdanjega cesarskega mesta Kempten. V srednjem in zgodnjem novem veku je bila obdana s cerkvenim okrožjem, ki je bil od preostalega mesta ločeno z obzidjem in vrstami hiš. Pokopališče cesarskega mesta je bilo do leta 1535 znotraj cerkvenega okraja; nato so ga premaknili na pobočje na Burghaldeu zunaj mestnega obzidja. Evangelische Friedhof je tamkajšnje pokopališče.
Na pokopališču pri župnijski cerkvi sv. Manga že od poznega 13. stoletja stoji kostnica sv. Mihaela in sv. Erazma. Hiše znotraj cerkvenega okraja so bile rezervirane za zaposlene v cerkvi, npr. župnike, mežnarje in kantorje. Leta 1557 profanirana pokopališka kapela je bila leta 1857 porušena; Leta 2010, po odkritju kleti, je bila ruševina zasnovana kot podzemni razstavni prostor. Fontana sv. Manga je na trgu St.-Mang-Platz, ki je povezan s trgom Rathausplatz. Drugi značilni stavbi na trgu, vendar v tistem času zunaj cerkvenega okrožja, sta Jenisch-Haus in Rote Haus, obe patricijski hiši.
Arheološke raziskave starega pokopališča in Karnerkapelle med letoma 2008 in 2010 so pokazale, da so tam pokopavali že od poznega 7. stoletja. Zaradi tega je cerkev sv. Manga druga župnijska cerkev v Kemptenu po cerkvi sv. Lovrenca, ki obstaja že od poznega 7. stoletja. Naselje Kempten je potrebovalo dve župnijski cerkvi tako blizu druga druge, ker je območje reka Iller do okoli leta 1300 razdelila na dva dela.

## Zgodovina
Med izkopavanji za vgradnjo peči leta 1894 so bili odkriti temeljni zidovi romanske cerkve sv. Manga, ki je bila verjetno zgrajena v 12. stoletju. Prejšnjo teorijo, da je na mestu cerkve od sredine 8. stoletja stal prvi samostan v Kemptenu, so novejše raziskave (arheologija, zgodovina, geologija) ovrgle.
Obstoječa gotska cerkev se je začela graditi leta 1426; vzporedno z novogradnjo je bila porušena romanska cerkev. Kor je bil odprt leta 1427, ladja pa je bila zgrajena leta 1428. Leto pozneje so stolp dvignili na približno 60 metrov. Med novogradnjo je bila verjetno za bogoslužje uporabljena dvonadstropna pokopališka kapela sv. Mihaela in Erazma. Stranske kapele so bile med letoma 1512 in 1519 dodane k južni ladji kot pogrebne kapele za patricijske družine Kempten.
Kot rezultat »Velikega nakupa«, v katerem je cesarsko mesto leta 1525 odkupilo svobodo od knezo-opata za 30.000 goldinarjev, se je v naslednjih letih v Kemptnu razvila reformacija. Cerkev svetega Manga se je predstavljala kot kristalizacijsko točko različnih mnenj in idej, pobudnik reformacije je bil župnik Sixtus Rummel; njegova dva kaplana, Johannes Rottach, luteran, priljubljen pri bogatem sloju, in Jakob Haystung, pristaš Ulricha Zwinglija in priljubljen pri navadnih ljudeh, sta kljub temu imela pomembnejšo vlogo.
Pod vplivom Jakoba Haystunga se je cesarsko mesto leta 1527 prvič pridružilo zwinglianski smeri reformacije. Med ikonoklazmom, ki je sledil leta 1533, so oltarje očistili in stenske slike pobelili; opuščene so bile tudi tri stranske kapele, vsaka opremljena v letih 1512, 1518 (Wolfgangskapelle) in 1519. Zagon za ta postopek je bilo glasovanje v državljanstvu: 500 jih je glasovalo za odstranitev vseh slikovnih upodobitev krščanskih ljudi in dejanj, 174 ljudi proti. Ta manjšina se je zavzela za pokritje teh predstavitev s krpami, vendar ta ideja zaradi glasovanja ni bila uresničena. Po glasovanju so imeli donatorji cerkvene opreme štiri dni časa, da iz cerkve rešijo svoje umetniške zaklade. Oltarne mize so odstranili in zažgali. Ker niso želeli pokvariti stvari s patricijsko družino Vogt, ki je orgle darovala in je imela tesne stike s cesarskim dvorom, so orgle ostale nedotaknjene, a jih desetletja niso uporabljali. Prisotnost Zwinglijevih naukov je med reformacijo živela le kratek čas. Leta 1553 je v cerkev svetega Manga kot pridigar prišel slovenski reformator in privrženec Martina Lutra, Primož Trubar. Omilil je zaostreno situacijo in kot osnovo cerkvenega reda vstavil Augsburško veroizpoved. V času svojega bivanja v Kemptnu je prevedel Novo zavezo v slovenščino. Verska oblika cesarskega mesta Kempten je tako ponovno prevzela Lutrove poteze. Protestantski pastor Ottmar Stab je avgusta 1577 podpisal luteransko formulo soglasja, župan Paulus Röhr je sledil leta 1579 s svojim podpisom v imenu mestnega sveta. Druga pomembna oseba obdobja reformacije je bil Matthias Waibel.
Od leta 1577 je središče osrednje ladje na enem od stebrov osrednje severne stene prižnica; pregibne klopi omogočajo občestvu, da se obrne proti prižnici in pridigi. Leta 1586 je bila nasproti prižnice postavljena južna galerija s pozneje dodano županovo ložo. Ta prečna postavitev parternih klopi in galerije do prižnice in ne predvsem do kora z oltarjem ustreza razumevanju bogoslužja, kot ga je razložil Luter ob inavguraciji grajske kapele Torgau leta 1544. Cerkev sv. Manga je tako ena prvih prečnih cerkva v južni Nemčiji.
29. januarja 1629 je v Kemptnu divjalo neurje, ki je poškodovalo tudi stolp cerkve sv. Manga. Prenova stolpa je trajala do decembra istega leta. Orgle so prišle do vhoda v kor leta 1648. Leta 1767 je bila izvedena večja rekonstrukcija cerkve z ometanjem v notranjosti. Naslednje leto je bila cerkev ponovno posvečena. Stolp je bil obnovljen leta 1770.
S celovito obnovo zunanjosti in daljnosežnimi spremembami v notranjosti je bila cerkev leta 1857 preoblikovana v neogotskem slogu. Leta 1912 je cerkev dobila preddverje. Med zunanjo prenovo leta 1959 so bili na novo oblikovani zatrepi stranskih kapelic. V prvem desetletju 20. stoletja je bila izvedena večja obnova z obnovljenimi predelavami zunanje fasade.
Leta 2007 je bila stavba ponovno obnovljena v notranjosti. V tem času so postavili sodoben ljudski oltar, govornico in krstni kamen po načrtih Wernerja Mallyja. Na moderno stojalo brez prečke je bila postavljena figura Križanega iz 17. stoletja.
Oktobra 2014 je bilo ugotovljeno, da je južna ladja, ki je bila prvotno sestavljena iz več kapelic, sestavljenih skupaj, v nevarnosti, da se poruši, če stavba ne bo statično podprta. To vpliva tudi na galerijo v ladji, ki jo podpira prizidek v južno dvorano.

## Opis
Proti vzhodu obrnjena bazilika ima umaknjen kor z dvema travejama in petkraki obok. Strop je sestavljen iz mrežastega rebrastega oboka s tremi ploščicami v obliki sklepnikov in konzol. Med dvostopenjskimi oporniki so zašiljena ločna okna s krogovičjem. Na severni steni je zakramentalna niša z dvojnim izbočenim profilom. Korni obok je zašiljen in na treh straneh sestavljen. Sosednja glavna ladja je sestavljena iz sedmih travej. Strop je prekrit s banjastim obokom. Ta temelji na podstrešju s koničastimi obokanimi okni in sodobnimi vzorci. Arkade so stisnjene in ogivalne. Podpirajo jih osemstranski stebri s profiliranim impostom. Prehodi, ki so nad grlom pokriti z ravno streho, imajo zašiljena ločna okna. V južno steno ladje na vzhodnem koncu je vgrajena topovska krogla in označena z okvirjem in datumom 17. september 1796: ta izstrelek je bil izstreljen z druge strani Illerja med obleganjem francoskih čet.
Na južni ladji so prizidane tri kapele, vsaka z dvema zašiljenima obočnima oknoma. Ob njej je predprostor s šiljastim ločnim oknom in okroglim obokanim prehodom pod ovalom. Dve kapeli sta kot ladja povezani z zidno odprtino iz leta 1767. Rebra obokanega stropa so bila odlomljena in nadomeščena z ravnimi štukaturami. V vzhodnem preddverju je tvorba zvezd. V severni ladji sta dva, v južnem tri, šilasto obokana stranska izhoda v segmentnih ločnih nišah.
Na zahodu cerkve je galerija s tridelni parapet na toskanskih stebrih. Južna galerija je vgrajena v južno ladjo. Parapetni venec predstavlja podaljšek impost venca stebrov. Orgle so stale na vzhodni galeriji pod lokom kora, ki je bil porušen leta 1857. Stranske ladje in kapele imajo skupaj štiri stopnišča do galerij na zahodnih koncih. Stopnišča so okrašena s kvadratnimi balustri.
Zahodno pročelje je razdeljeno na tri in ima lizensko trakasto strukturo pod volutastim zatrepom s šiljastim ločnim frizom. Današnjo podobo je zahodno pročelje dobilo leta 1912. Do takrat je bilo pročelje neogotsko. Današnja oblika v veliki meri ustreza fasadi iz leta 1768. V steno nad znamenjem je vgrajeno visoko zašiljeno ločno okno. Preddverje je iz leta 1912 in ima velik okrogel ločni izhod. Na obeh straneh sta pod ogivalnimi okni izhoda. Zatrepi treh stranskih kapelic so iz časa zadnje obnove. Nad enokapnimi strehami ladij so strešna okna pod zašiljenim ločnim frizom z lizenami. Nagnjena streha ima mansardna okna.
Stolp je v južnem vogalu kora. Klet je banjasto obokana. Svetlobne reže imajo v spodnjem delu ravno preklado, v zgornjem delu pa so okrogle. Zazidane, povezane zvočne arkade z okroglim lokom so v pravokotnem slepem polju urnega nadstropja. Nekdanji vmesni steber je bil razbit. Zgoraj je nekdanji zvonik v romanskem slogu. Današnji zvonik je bil okoli leta 1440 zidan. Na vsaki strani stolpa je zvočna arkada s sodobnimi vzorci pod zatrepom. Zraven sta dve ogivalni plošči. Osemstranski vrh čelade je pokrit z votlimi opekami.
Zakristija meji na stolp na vzhodu. Ločena je s predelno steno. Ima dve rebrasti oočni poli s sklepniki in štukature iz 18. stoletja. Okovana vrata prezbiteja so poslikana z orli. Zgornje nadstropje je bilo dozidano leta 1908.

### Oprema
Stari krstilnik je bil okoli leta 1767 izdelan iz štukaturnega marmorja. Na pokrovu je izrez Kristusovega krsta. Do leta 2007 je stal na oltarnem podstavku pod prižnico, danes je v zakristiji.
Romanske in gotske opečne ploščice, ki tvorijo talno oblogo »kotička tišine« pred temeljem gotskega stranskega oltarja na vzhodnem koncu severne ladje iz leta 2007 prikazujejo npr. reliefe z živalskimi in listnimi motivi, vključno z samorogom.
V cerkvi so trije epitafi. V severni ladji je plošča iz peščenjaka z močno obrabljenim reliefom stoječega duhovnika s knjigo in delno uničenim napisom. To naj bi bil epitaf za župnika Sixtusa Rümelina, ki je umrl leta 1506. V koru sta epitafa za Ano Sattler, ki je umrla leta 1523, z njenim grbom in epitafom za grofico Ano Amalijo zu Königseck in Rothenfels, ki je umrla leta 1676.

#### Freske
Freske v cerkvi so iz 15. in 16. stoletja. V koru so apostolski križi na stenah in vitice na rebrih oboka; segajo v čas, ko je bil kor zgrajen okoli leta 1427. Vmes so še rahlo vidne figure angelov. Freske na steni kora so bile poslikane leta 1533 in ponovno odkrite leta 1913, a nikoli odkrite. Ti so poleg arhitekturnih motivov prikazali tudi veliko sliko Marijinega oznanjenja. Verjetno izvira iz začetka 16. stoletja. Po besedah mestnega arhivista Friedricha Zollhoeferja (1897-1975, služba 1947-1969) gre verjetno za delo Memmingenske šole umetnikov družine Strigel. Ob njej je druga freska med dvema poslikanima kriloma s papežem in svetnikom prikazovala osrednjo ploščo z ohranjeno skupino okoli papeža, kardinala in dveh klerikov. Po mnenju Friedricha Zollhoeferja je to verjetno slika kemptenskega slikarja Ulricha Maira (meščana Kemptena od 1468 do 1477).

#### Štukature
Leta 1767 so v ladji postavili štukature. To bi lahko bilo delo Johanna Georga Wirtha (omenjeno 1753-80). Zasnovan je kot redka lupina, okvirna štukatura, ključi nad profilnimi okvirji in konzolami. Nad velikim zahodnim oknom je kartuša z oznako 1768. Stena ladje je obložena s štukaturami. Entablatura je zasukana v treh delih. Osnova je na vrhu ravna in ima pasno pentljo, okrašeno z rocailles. Na podstavkih so pisane vaze za putti, palme in rože. Osem puttov ima lastnosti, ki predstavljajo pripravo Nove zaveze skozi Staro zavezo. Prikazujejo od zahoda proti vzhodu: daritev po Melkizedeku in Gospodova večerja, stara postava po Mojzesu in nova postava, križ in krst ter Eklezija in sinagoga. Nad lokom kora je kartuša z božjim očesom. Na parapetu južne galerije, med putti, ki predstavljata Justicijo in Razumnostjo, je pod lambrekinom dvojni grb cesarskega mesta Kempten.

#### Oltarji
Stari gotski oltarji cerkve so bili uničeni v ikonoklazmu leta 1533. Pred neogotsko preobrazbo leta 1906 je kot oltar deloval marmorni oltar iz štukature z antependijem. Danes je ta oltar pod vzhodno galerijo orgel, antependij pa v shrambi cerkve.
Oltar je zasnoval nürnberški arhitekt J. M. Schmitz ga je zasnoval kot celoto, kipar Fritz Schiemer v Nürnbergu je izrezljal skupino Zadnja večerja in Križanje, druge plošče memmingenski mizar Leonhard Vogt. Za okvirne elemente je bil uporabljen hrastov les, za figure in reliefe pa lipov les. Kot modela sta služila oltar Svete krvi v cerkvi sv. Jakoba v Rothenburgu an der Tauber, Tilmana Riemenschneiderja in oltar Hansa Brüggemanna v schleswiški stolnici.
Oltar je na svetovni razstavi v Chicagu leta 1893 prejel dve bronasti medalji, eno za izvedeno umetniško delo in drugo za opravljeno obrt. Oltar je leta 1896 prejel zlato medaljo na bavarski državni razstavi v Nürnbergu.
Na hrbtni strani oltarja je vpisan Vogt Memmingen Bavaria 1893. Oltar je sestavljen iz predele s tridelno strukturo. Odlomek je zasnovan kot nosilna konstrukcija z angeli in Jezusovim kipom. Ob straneh oltarja je mogoče videti angele, ki igrajo na pozavne. V središču je prizor Križanja. Trije križi na Kalvariji zasedajo zgornjo polovico srednjega dela oltarja. Spodaj je množica. Spodaj je omedlela Marija z Janezom in Marijo Magdaleno. Ženska drži Veronikin prt. Na prizorišču je predstavljenih tudi več rimskih vojakov.
Ob straneh oltarja so vklesani štirje prizori iz Jezusovega življenja. Zgoraj levo je prizor Oznanjenja, zgoraj desno je Jezusovo rojstvo v hlevu v Betlehemu. Cvetna nedelja je prikazana spodaj levo. Desno nasproti njega je prikazan prizor z Oljske gore. Predela prikazuje Zadnjo večerjo.
Ta oltar je bil kupljen za 8.000 zlatih mark z donacijo kemptskega podjetnika Leonharda Gyra (1839-1921). 31. oktobra 1896, na dan reformacije, je bil v cerkvi prvič postavljen oltar.

#### Korna okna
Korna okna cerkve so bila izdelana v letih 1866 do 1869 v Kraljevi bavarski šoli uporabnih umetnosti v Nürnbergu. Christian Klaus je pod nadzorom režiserja Augusta von Krelinga in profesorja Friedricha Wilhelma Wandererja narisal osnutke na karton in jih pobarval. Johann Klaus, risarjev brat, je po tej predlogi naslikal krščanske prizore na steklo. Poleg natančnega figurativnega prikaza se prizori ukvarjajo predvsem s prikazovanjem čustvenih stanj.
Barve so bile nanesene neposredno na steklo, deli slike, ki so ostali sivi, so bili izvedeni s tehniko grizaj. Celoten okenski ansambel je darilo veletrgovske vdove in patricija Regine von Neubronner. Financirala je sedem oken v gotskem slogu za "boljši videz cerkve". Stara gotska kora okna niso bila več ohranjena. Neubronnerjeva oporoka je natančno določala, katere motive je treba izdelati. Dekan Johann Friedrich Linde je spremljal delo. Izbral je osnovne slike s prizori iz Stare zaveze.
Korna okna so bila v zadnjih letih obnovljena, potem ko so utrpela hude poškodbe zaradi onesnaženega zraka. Ob zaključku tega kompleksnega ukrepa je bil objavljen večstranski letak s fotografijami oken.

#### Prižnica
Prižnica na severnem stebru v ladji je iz leta 1608. Stopnišče in prižniški koš krasijo friz, vitice, stebri, jonski kapiteli z angelskimi glavami in obešalniki za sadje ter edikule z nišami iz školjk. Na osmerokotnem zvočnem pokrovu je voluta piramida.
Tik nasproti v južni galeriji je županova loža, ki je reprezentativno okrašena s štukaturami in dvema angelskima figurama, izraz samozavesti patricijskega mestnega polka. Med figurama angelov sta bila pritrjena dva grba, modro-bel razcepljeni ščit, ki ga je do leta 1488 in 1488 uporabljal cesar Friderik III. nagrajen z dvoglavim orlom.

#### Slike
V cerkvi je skupno šest slik. Prizor Križanja je avtor Hieronymus Hau in je bil naslikan leta 1726. Drugi prikazuje Jairovo hčer. Slika Ludwiga Thiersch s prizorom na Oljski gori je bila naslikana leta 1868. Na koru je izobešen portret reformatorjev Philippa Melanchthona in Martina Lutra iz 17. stoletja. V zakristiji je portret župnika D. Zeämanna iz leta 1630. Pripisujejo ga slikarju Ulrichu Mauchu (omenjen 1624).

#### Pleteni kamen
Pleteni kamen, ki so ga našli leta 1894 pri izkopavanju ogrevalnega sistema, izvira iz karolinškega korne pregrade. Struktura, odkrita v temelju glavnega oltarja, ima vitice vinske trte in pletene okraske. Ko so bile zgrajene nove cerkvene stavbe, so bili deli paravanov za koral pogosto ponovno uporabljeni kot znak nadaljnjega obstoja starega cerkvenega pomena.
V visoki srednjeveški stavbi, ki je nasledila romansko cerkev, bi kamen lahko našel novo uporabo kot relikviarij. To tezo podpira natančno izklesana pravokotna odprtina, ki je nudila prostor za kapsulo z relikvijami. Ko je bila cerkev v 15. stoletju prezidana, so pleteni kamen v temelju gotskega oltarja ponovno zazidali.

#### Orgle
Glavne orgle je leta 1987 zgradila orglarska delavnica Schmid v Kaufbeurju; deli prejšnjih so bili ponovno uporabljeni. Glasbilo ima 54 registrov na štirih manualih in pedalu. Orgle so ene največjih v Allgäu.
Leta 2019 je bilo glasbilo revidirano in delno spremenjeno, delo podjetja za izdelavo orgel Klais; v tem kontekstu, tj. majhen pedal se je ločil od petega manuala, prejšnji deli pa so omogočili igranje kot pomožno delo. Prvotno je bilo mogoče registre malega pedala predvajati na lastnem priročniku (V. Manual).